# Rogarja vas
Rogarja vas (nemško Reigersdorf) je naselje v občini Štalenska gora na severno-osrednjem predelu Celovškega polja v okraju Celovec-dežela na Koroškem v Avstriji. V slovenskem narečju se vas imenuje tudi "Rogarjevca" ali "Roharjevca" (; narečno: ).

## Poimenovanje
Pavel Zdovc je zapisal rabo krajevnega imena kot sledi: Rogárja vas (á - â) pri Šenttomažu; v Rogárji vaási, v Rogárjo vás, iz Rogárje vási,  tudi Rogárjevca, v Rogárjevci, iz Rogárjevce kraj pogov. nepublicistično¸ kraj pogov. Rogárški, Rogárčani, Rogárjovčani.

## Zgodovina
Rogarja vas je v osnovi koseška vas še iz časov Karantanije, kjer so vaščani koseškega stanu ohranili na osnovi t.i. "personalnena načela" svoje pravice in privilegije vse do zgodnjega novega veka in celo lastno nižje sodstvo, o čemer priča izredno nesistematično majhna katastrska občine Rogarja vas, kot neka enklava znotraj katastrske občine Svinča vas, v občini Štalenska gora. Po Wadlu naj bi imeli Rogarjevčani oz. rogarjevski kosezi srensjki gozd na  Radišah.

## Cerkvena ureditev
Rogarja vas pripada dvojezični dekaniji Tinje, ki je bila do leta 1938 slovenska (razen Otmanj, ki so bile dvojezične, nemško-slovenske) ter je sedaj uradno dvojezična, medtem ko je župnija Šenttomaž pri Celovcu, kateri pripada Rogarja vas, uradno le še nemška. 
Po cerkvenem pravu pripada vas južno od vaške poti podružniški cerkvi Šmarjeta, severno pa župnijski cerkvi Šenttomaž pri Celovcu.

## Narečje
Domače slovensko narečje je poljanščina Celovškega polja, kot je bilo zapisano leta 1973 v doktorski disertaciji Katje Sturm-Schnabl leta 1973 ter terminološko opredeljeno kot takšno šele v okviru znanstveno raziskovalnega dela Bojana-Ilije Schnabl ob pripravah za Enciklopedije slovenske kulturne zgodovine na Koroškem (2010 oz.  2016).
Slovenščina je prisotna v ostankih, zlasti na nagrobnem kamnu na vaškem pokopališču ob cerkvi ter v leposlovju (glej spodaj).
Zgodovinski audio posnetek se nahaja na domač strani domačina, soseda. Gre za audio posnetek Angele Oberekar, p.d. Smrečnica iz Rogarje vasi (občina Šenttomaž, danes Štalenska gora) v pogovoru s sodedo Lucijo Sdoutz o Smrečnikovoma sinovoma Mihiju in Albinu, ki sta šla živeti v Avstralijo leta 1955. Mihi nič ne piše, Albin pa je prinesel ob obisku neke copate. Posnel Otto Jamelnik leta 1968.

## Hišna imena
Hišna imena in njihove izpeljanke so bile znanstveno raziskovane ob pripravah za Enciklopedije slovenske kulturne zgodovine na Koroškem od Bojana-Ilija Schnabl in sicer zlasti na osnovi zapisov v hranilnih knjigah domače slovenske Hranilnice in posojilnice Št. Tomaž. 
Prvi dve izpeljanki sta za gospodarja oz. njegovo ženo, drugi dve za sina ali druge pripadnike rodbine.
Tako najdemo za domačije Rogarje vasi:
- p.d. Borovc > Borovc, Borovčinja, Borovčev, Borovčeva, pr Borovcu
- p.d. Čekl > Čekl, Čekla in Čeklov, Čekolva (Paulina Ruditz v Rogarji vasi (Čekla), Marija Ruditz p.d. Čeklova hči v Rogarji vasi; Ruditz Josef p.d. Čeklov sin v Rogarji vasi);
- p.d. Gros (Hros) > Hros, Hrosinja, Hrosov, Hrosova
- p.d. Knez > Knez (ta stari, ta mladi Knez), Knezinja, Knezov, Knezova;
- p.d. Krof > Krof, Krofinja, Krofov, Krofova, pr Krofu;
- p.d. Rožan > Rožan, Rožanka, Rožanov, Rožanova (Somer Ivan, pd. Rožan v Rogarji vasi);
- p.d. Smrečnik > Smrečnik, Smrečnica/Smrečnikinja, Smrečnikov, Smrečnikova (Kuß Uršula pd. Smrečnik (sic!) v Rogarji vasi; Urša Kuß pd. Smrečnikinja v Rogarja vas (sic!));
- p.d. Tamošnik > Tamošnik, Tamošnija, Tamošnikov, Tamoškova.[9][10]

## Leposlovje
- SCHNABL, Bojan-Ilija. Smrečnikov Franci ta mlajši. V: Pratika 2024, Mohorjeva založba, Celovec 2024, S. 82 – 86, ISBN 978-3-7086-1300-0.
- SCHNABL, Bojan-Ilija (avtor, fotograf): Poljanski camino : dvanajst razodetij s Celovškega polja. 1. izd. Celovec: Mohorjeva, 2018. 128 str., ilustr. ISBN 978-3-7086-1021-4. [COBISS.SI-ID 297154048]